# Tatort: Hart an der Grenze
Hart an der Grenze ist ein Fernsehfilm aus der Krimireihe Tatort. Der von Maran Film im Auftrag des Südwestrundfunks produzierte Beitrag wurde am 9. März 2008 im Ersten zum ersten Mal gesendet. Es ist die 690. Folge der Reihe und der erste Fall des Stuttgarter Ermittlerteams Lannert und Bootz.
Der Fund eines toten Mädchens lässt die Ermittler in die kriminellen Machenschaften einer dubiosen Adoptionsagentur vordringen, wo selbst vor Kinderhandel nicht zurückgeschreckt wird, um Profit zu machen.

## Handlung
Thorsten Lannert tritt seine neue Stelle in Stuttgart an und wird mit einem Glas Sekt begrüßt, da sein neuer Kollege Sebastian Bootz Geburtstag hat. Staatsanwältin Alvarez schickt sie auch gleich zu einem Einsatz. Ein Obdachloser hat ein Kind im Fluss treiben sehen und es an Land geholt. Der Rechtsmediziner stellt fest, dass das Kind nicht ertrunken, sondern an einem Herzstillstand gestorben ist. Der einzige Anhaltspunkt um die Identität des Mädchens herauszufinden ist ein fehlendes Glied am Ringfinger der rechten Hand. Doch eine entsprechende Vermisstenmeldung liegt nicht vor. Deshalb wird über die Zeitung versucht zu klären, wer das Mädchen sein könnte. Es melden sich sofort die Eheleute Melanie und Rainer Bongartz, die ihre vor einem Monat adoptierte Tochter Sara vermissen. Lannert und Bootz suchen die Bongartz auf und müssen erfahren, dass das Ehepaar das Kind für eine fünfstellige Summe illegal adoptiert hatte. Vor zwei Tagen wurde Sara jedoch von Alexander Fauser von der Adoptionsfirma New-Life wieder abgeholt, weil angeblich noch Papiere zu besorgen wären. Seitdem haben sie Sara nicht wieder gesehen. Da unter dem Namen Fauser niemand ausfindig gemacht werden kann, beschließen Lannert und Bootz, sich bei New-Life als Paar auszugeben und ein Kind adoptieren zu wollen. Die Staatsanwältin findet den Vorschlag zunächst amüsant, stimmt dem Ganzen dann jedoch zu.
Die Aktion hat Erfolg und noch am selben Abend meldet sich Alexander Fauser. Sie vereinbaren einen Termin, doch Fauser bemerkt, dass es eine Falle ist und flüchtet. Bei der Verfolgungsjagd durch die Stuttgarter Innenstadt gelingt es den Ermittlern nicht Fauser einzuholen. Daraufhin veranlasst die Staatsanwältin eine Hausdurchsuchung bei New-Life, da Fauser nur über die Adoptionsfirma zu den Kindersuchenden Kontakt finden konnte.
Die Kriminaltechnikerin Nika Banovic findet auffallend viel Pollen von Strohblumen im Haar des toten Kindes. Daraufhin befragt Lannert den Obdachlosen noch einmal, der das Kind gefunden hatte. Er erinnert sich daran, dass das Mädchen Blumen im Haar hatte. Daraus folgert Bootz, dass Sara dem Täter nicht gleichgültig war und er sie im Fluss beigesetzt hat. Das würde bedeuten, dass Fauser dafür nicht in Frage kommen würde, denn jemand, der mit Kindern handelt, darf keine Gefühle für diese haben.
Lannert fällt dagegen auf, dass auf den Fotos, die das Ehepaar Bongartz von Sara gemacht haben, dem Kind nirgends ein Stück Finger fehlt. Das lässt darauf schließen, dass das tote Kind nicht Sara sein kann. Möglicherweise ist es ein Zwilling, sodass die Bongartz nur aufgrund des Fotos in der Zeitung dachten, es wäre ihre Tochter. So begeben sich die Ermittler noch einmal zu den Bongartz und fragen sie, ob sie etwas von einer Zwillingsschwester wüssten. Da ihre Sara kaum deutsch sprach, hat sie nicht darüber reden können, aber Melanie Bongartz erinnert sich, dass sie ihre Puppe Lena nannte und immer gespielt hatte, als ob es ihre Schwester wäre.
Bootz erhält inzwischen einen Hinweis auf Fausers Identität. Angeblich heißt er Michael Lehmann und wohnt in einem alten Bürogebäude in Zuffenhausen. Früher hätte er dort Kinder für dubiose Zwecke vermietet, bevor er ins Adoptionsgeschäft umgestiegen ist. So wird umgehend das betreffende Gebäude durchsucht und das Versteck gefunden, aber Fauser und das Kind sind nicht mehr dort.
Um denjenigen zu finden, der das tote Kind im Fluss beigesetzt hat, soll die offizielle Bestattung von Sara veranlasst werden. Die Ermittler hoffen, dass sie den- oder diejenige damit enttarnen können. Auf der fingierten Beisetzung erscheint unter vielen anderen Eva Stein von New-Life. Sie wird von Lannert und Bootz angesprochen und gesteht, dass sie Lena im Fluss beigesetzt hat, nachdem diese starkes Fieber bekommen hatte und dann daran gestorben war. Das Kind hätte ihr Frank Lüders besorgt, mit dem sie ein Verhältnis hat. Lannert und Bootz suchen Lüders auf um ihn zur Rede zu stellen. Dieser rechtfertigt sein Handeln mit dem Elend der Kinder in Belarus, das er nicht mehr mit ansehen konnte. Bootz bittet ihn um Hilfe, Sara zu finden und so verrät er ihnen, dass Lehmann mit dem Kind auf dem Weg zur tschechischen Grenze ist. Er will Sara dort an ihre Zwischenhändler übergeben, damit sie wieder zurück nach Belarus gebracht wird. Durch den Todesfall und das öffentliche Interesse war es für Lehmann und Lüders zu riskant geworden, dieses Kind in Deutschland zu behalten. Unverzüglich wird ein Einsatzkommando ausgesandt und vom Hubschrauber aus kann Lehmann in Begleitung des Kindes gesichtet werden. Ehe die Polizei vor Ort ist, hat Lehmann Sara bereits gegen neue Kinder umgetauscht, die nun von den Beamten befreit werden. Lannert und Bootz suchen weiter nach Sara, kommen dabei an die Landesgrenze zur Tschechischen Republik. Während die uniformierten Beamten zurückbleiben, begeben sich Lannert und Bootz allein auf tschechisches Gebiet. Unweit der Grenze können sie Sara entdecken und befreien.
Lüders wurde in Untersuchungshaft genommen und über den Verbleib von Sara bei Familie Bongartz entscheidet später das Vormundschaftsgericht.

## Hintergrund
Die Dreharbeiten fanden unter dem Arbeitstitel Sara-Lena in Stuttgart, Baden-Baden und Karlsruhe statt. Das Lied Heaven am Ende des Films wird von Nils Hamdorf gesungen. Im Kern der Story lassen sich zahlreiche Parallelen zum Schimanski-Krimi Kuscheltiere von 1982 erkennen. Drehbuchautor Holger Karsten Schmidt wies den Plagiatsvorwurf weit von sich.

## Rezeption

### Einschaltquoten
Die Erstausstrahlung von Hart an der Grenze am 9. März 2008 wurde in Deutschland von 7,90 Millionen Zuschauern gesehen und erreichte einen Marktanteil von 21,8 Prozent für Das Erste.

### Kritiken
Bei Stern.de bewertet Kathrin Buchner besonders „Der raubeinige Hamburger und der smarte Ehrgeizling, dazu noch zwei rassige Damen mit Migrationshintergrund: Um die Ära der schwäbischen Behäbigkeit von Kommissar Bienzle zu beenden, hat der SWR scharfe Typen, schnelle Autos und eine Kinderleiche aufgefahren.“ Doch kritisiert sie auch, dass „kein Schwäbisch mehr gesprochen wird“ und meint, selbst wenn „rasante Schlitten ums Stuttgarter Schloss rasen, ist noch keine Revolution geschehen. Dazu braucht es schon kreativere Inszenierungsideen. Die erste Lannert-Bootz-Folge ist ein Neustart, zweifelsohne, aber noch lange nicht der große Wurf.“
Rainer Tittelbach von tittelbach.tv lobt dieses neue Team mit den Worten: „Richy Müller, Felix Klare & Co treten kein allzu schweres Erbe an. Umso überraschender sind die Frische und die Power, mit der das neue Stuttgart-Team gleich von Beginn an zu Werke geht. Und das liegt nicht nur an zwei starken Schauspielern, sondern auch am Konzept, das biografische Fragen nur anreißt und die beiden Neuen in ihren ersten Fall katapultiert.“
Die Kritiker der Fernsehzeitschrift TV Spielfilm meinten zu dem unterhaltsamen Krimi: „Guter Auftakt fürs Sympathenpärchen“.